# Museum Ledge
Die Museum Ledge (englisch für Museumssims) ist eine aus einem flachen, stark erodierten Sandsteinbett bestehende Geländestufe im westantarktischen Marie-Byrd-Land. Sie liegt an der südwestlichen Schulter des Mount Glossopteris in der Ohio Range der Horlick Mountains. 
In diesem 25 m langen und zwischen 9 und 12 m breiten Areal fand der Geologe William Ellis Long (* 1930) von der Ohio State University im Zuge zweier antarktischer Sommerkampagnen zwischen 1960 und 1962 Baumfossilien. Longs Benennung der Geländestufe ist eine allegorische Anspielung auf diese Funde. 